# 波波玩偶实验

波波玩偶

波波玩偶实验是美国心理学家阿尔波特·班杜拉于1961年进行的关于攻击性暴力行为研究的一个重要实验。他在1963年和1965年又对此专题继续进行深入研究。波波玩偶是与儿童体形接近的一种充气玩具。波波玩偶实验对于班杜拉研究观察学习、创建其社会学习理论起了关键作用。
在该实验中，班杜拉选用儿童作为实验对象，因为通常儿童很少有社会条件反射。班杜拉试图使儿童分别受到成人榜样的攻击性行为与非攻击性行为的影响。然后将这些儿童置于没有成人榜样的新环境中，以观察他们是否模仿了成人榜样的攻击性行为与非攻击性行为。
班杜拉为这个实验制定了4个假设：
1. 目击攻击性成人榜样行为的被试，将试图模仿或实施类似的攻击性行为，即使榜样不在现场。此外，他相信这些孩子的行为将会与那些目击非攻击性成人榜样行为的被试以及没有观察任何榜样的孩子（控制组）大为不同。
2. 榜样不在现场时，观察非攻击性成人榜样行为的被试所表现出来的攻击性行为，将不仅少于目击攻击性成人榜样行为的被试，而且少于没有观察任何榜样的孩子。
3. 儿童将更乐于模仿同性榜样的行为，因为儿童通常更为认同同性的成人与家长。
4. 由于攻击性行为更多地具有男性化的特征，男孩们将会更乐于展示攻击性行为，尤其是观察富于攻击性的男性榜样的男孩。

在该实验中，班杜拉让斯坦福大学幼儿园年龄介于3-6岁之间的36名男孩和36名女孩观看一位榜样殴打一个波波玩偶。控制组、第一实验组和第二实验组各包括24名儿童，分别观看攻击性行为，以及观看非攻击性行为。第一实验组和第二实验组再按性别再次分组。然后再分别观看同性榜样和异性榜样。

## 外部連結
- YouTube上的波波玩偶實驗影片，Bandura的原始實驗 （页面存档备份，存于）
- Bandura波波實驗的影片截圖 （页面存档备份，存于）